# Chassalia tchibangensis
Chassalia tchibangensis är en måreväxtart som beskrevs av François Pellegrin. Chassalia tchibangensis ingår i släktet Chassalia och familjen måreväxter. Inga underarter finns listade i Catalogue of Life.